# Meteorstation
Als Meteorstation wird ein kleines Observatorium zur Beobachtung heller Sternschnuppen und Feuerkugeln bezeichnet. Es überwacht den Sternhimmel durch langzeitbelichtete Aufnahmen einer speziellen Kamera. Dabei bilden sich die Sterne wegen der Erdrotation als kreisförmige Spuren ab, die Meteore hingegen durch gradlinige Strichspuren.
In Europa gibt es einige Dutzend solcher Meteorstationen, vor allem in Deutschland und Tschechien. Die acht tschechischen Stationen bilden mit einigen anderen das mitteleuropäische Feuerkugelnetz. Denn wenn ein Meteor von mehreren Stationen erfasst wird, lässt sich seine Bahn, seine Herkunft und oft auch seine Zusammensetzung bestimmen. Wenn größere Körper nicht verglühen, sondern als Meteorite auf die Erdoberfläche fallen, kann oft auch ihr Fundort lokalisiert werden. 
Die früher mit fotografischen Filmen arbeitenden Kameras wurden in den letzten Jahren meist auf CCD-Sensoren und  Fernsteuerung umgerüstet. In Kroatien werden einfachere Ausführungen mit Videokameras eingesetzt.